# Campana (Italie)
Pour les articles homonymes, voir Campana (homonymie).
Campana est une commune de la province de Cosenza, dans la région de Calabre, en Italie.

## Administration
| Période                                  | Période  | Identité          | Étiquette | Qualité |
| ---------------------------------------- | -------- | ----------------- | --------- | ------- |
| 5 avril 2005                             | En cours | Pasquale Manfredi | la Svolta |         |
| Les données manquantes sont à compléter. |          |                   |           |         |

### Communes limitrophes
Bocchigliero, Mandatoriccio, Pallagorio, Pietrapaola, Savelli, Scala Coeli, Umbriatico, Verzino